# 小行星8886
小行星8886（8886 Elaeagnus）是一颗绕太阳运转的小行星，为主小行星带小行星。该小行星于1994年3月9日发现。

## 轨道参数
小行星8886的轨道半长轴为2.2453652 UA，离心率为0.198。